# Талин (Јерменија)
Талин (јерм. Թալին) је град у Јерменији, у западном делу марза Арагацотн. Налази се 66 км северозападно од Јеревана, на саобраћајници која овај град повезује са Гјумријем.
Према проценама за 2011. у граду је живело 5.720 становника.
Подручје око града Талина се убраја у најстарија стално насељена подручја у целом Закавказју. Први писани помен насеља дао је Птолемеј крајем I и почетком II века који спомиње ово насеље као Талина.
У периоду V—VII века био је један од управних центара средњовековне јерменске државе. У самом граду се налази средњовековна црква изграђена у VII веку од стране тадашњег локалног књаза Несреха Камсаракана. Црква је тешко оштећена у земљотресу 1840. године када су се урушиле купола и зидови на западној и јужној страни. Добар део фресака из храма је ипак сачуван и данас се чува у јереванском историјском музеју.

## Галерија
- Храм из 7. века
- Поглед на цркву
- Мања капелица у близини главног храма

## Градови побратими
- Бур ле Валанс, Департман Дром, Рона-Алпи, Француска